# Melanospermum transvaalense
Melanospermum transvaalense är en flenörtsväxtart som först beskrevs av William Philip Hiern, och fick sitt nu gällande namn av O.M. Hilliard. Melanospermum transvaalense ingår i släktet Melanospermum och familjen flenörtsväxter. Inga underarter finns listade i Catalogue of Life.